# Boxe aux Jeux olympiques d'été de 2020 - Poids plumes hommes
Navigation
Pékin 2008 Paris 2024
L'épreuve masculine de boxe des poids plumes (-57 kg) des Jeux olympiques de 2020 de Tokyo se déroule au Ryōgoku Kokugikan du 24 juillet au 5 août 2021.

## Calendrier
- Tours préliminaires
- Quart de finale
- Demi-finale
- Finale

| Épreuve↓/Date →       | Sam. 24 | Dim. 25 | Lun. 26 | Mar. 27 | Mer. 28 | Jeu. 29 | Ven. 30 | Sam. 31 | Dim. 1 | Lun. 2 | Mar. 3 | Mer. 4 | Jeu. 5 | Ven. 6 | Sam. 7 | Dim. 8 |
| --------------------- | ------- | ------- | ------- | ------- | ------- | ------- | ------- | ------- | ------ | ------ | ------ | ------ | ------ | ------ | ------ | ------ |
| Hommes                |         |         |         |         |         |         |         |         |        |        |        |        |        |        |        |        |
| Poids plumes (-52 kg) | 16e     |         |         |         | 8e      |         |         |         | ¼      |        | ½      |        | F      |        |        |        |

## Médaillés
| Or                 | Argent     | Bronze                      |
| Albert Batyrgaziev | Duke Ragan | Samuel Takyi Lázaro Álvarez |

## Résultats

### Phase finale
|  | Demi-finales       | Demi-finales       |            |   | Finale | Finale |
|  |                    |                    |            |   |        |        |
|  |                    |                    |            |   |        |        |
|  |                    |                    |            |   |        |        |
|  | Duke Ragan         | 4                  |            |   |        |        |
|  | Duke Ragan         | 4                  |            |   |        |        |
|  | Samuel Takyi       | 1                  |            |   |        |        |
|  | Samuel Takyi       | 1                  | Duke Ragan | 2 |        |        |
|  |                    |                    | Duke Ragan | 2 |        |        |
|  |                    | Albert Batyrgaziev | 3          |   |        |        |
|  | Lázaro Álvarez     | Albert Batyrgaziev | 3          | 2 |        |        |
|  | Lázaro Álvarez     |                    |            | 2 |        |        |
|  | Albert Batyrgaziev | 3                  |            |   |        |        |
|  | Albert Batyrgaziev | 3                  |            |   |        |        |

### Premiers tours

#### Première partie
|  | Seizièmes de finale | Seizièmes de finale | Seizièmes de finale |  |  | Huitièmes de finale      | Huitièmes de finale      | Huitièmes de finale |   |              | Quarts de finale | Quarts de finale | Quarts de finale |  |  | Demi-finales | Demi-finales | Demi-finales |
|  |                     |                     |                     |  |  |                          |                          |                     |   |              |                  |                  |                  |  |  |              |              |              |
|  |                     |                     |                     |  |  |                          |                          |                     |   |              |                  |                  |                  |  |  |              |              |              |
|  |                     |                     |                     |  |  | Mirazizbek Mirzakhalilov | Mirazizbek Mirzakhalilov | 1                   |   |              |                  |                  |                  |  |  |              |              |              |
|  | José Quiles         | José Quiles         | 0                   |  |  | Kurt Walker              | Kurt Walker              | 4                   |   |              |                  |                  |                  |  |  |              |              |              |
|  | Kurt Walker         | Kurt Walker         | 5                   |  |  |                          |                          |                     |   | Kurt Walker  | Kurt Walker      | 2                |                  |  |  |              |              |              |
|  | Roland Galos        | Roland Galos        | 0                   |  |  |                          | Duke Ragan               | Duke Ragan          | 3 |              |                  |                  |                  |  |  |              |              |              |
|  | Serik Temirzhanov   | Serik Temirzhanov   | 5                   |  |  | Serik Temirzhanov        | Serik Temirzhanov        | 0                   |   |              |                  |                  |                  |  |  |              |              |              |
|  | Duke Ragan          | Duke Ragan          | 3                   |  |  | Duke Ragan               | Duke Ragan               | 5                   |   |              |                  |                  |                  |  |  |              |              |              |
|  | Samuel Kistohurry   | Samuel Kistohurry   | 2                   |  |  |                          |                          |                     |   |              | Duke Ragan       | Duke Ragan       | 4                |  |  |              |              |              |
|  |                     |                     |                     |  |  |                          | Samuel Takyi             | Samuel Takyi        | 1 |              |                  |                  |                  |  |  |              |              |              |
|  |                     |                     |                     |  |  | Samuel Takyi             | Samuel Takyi             | 5                   |   |              |                  |                  |                  |  |  |              |              |              |
|  | Mykola Butsenko     | Mykola Butsenko     | 2                   |  |  | Jean Caicedo             | Jean Caicedo             | 0                   |   |              |                  |                  |                  |  |  |              |              |              |
|  | Jean Caicedo        | Jean Caicedo        | 3                   |  |  |                          |                          |                     |   | Samuel Takyi | Samuel Takyi     | 3                |                  |  |  |              |              |              |
|  | Mohammad Alwadi     | Mohammad Alwadi     | 0                   |  |  |                          | Ceiber Ávila             | Ceiber Ávila        | 2 |              |                  |                  |                  |  |  |              |              |              |
|  | Ceiber Ávila        | Ceiber Ávila        | 5                   |  |  | Ceiber Ávila             | Ceiber Ávila             | 3                   |   |              |                  |                  |                  |  |  |              |              |              |
|  |                     |                     |                     |  |  | Everisto Mulenga         | Everisto Mulenga         | 2                   |   |              |                  |                  |                  |  |  |              |              |              |
|  |                     |                     |                     |  |  |                          |                          |                     |   |              |                  |                  |                  |  |  |              |              |              |

#### Deuxième partie
|  | Seizièmes de finale     | Seizièmes de finale     | Seizièmes de finale |  |  | Huitièmes de finale     | Huitièmes de finale     | Huitièmes de finale |   |                         | Quarts de finale        | Quarts de finale | Quarts de finale |  |  | Demi-finales | Demi-finales | Demi-finales |
|  |                         |                         |                     |  |  |                         |                         |                     |   |                         |                         |                  |                  |  |  |              |              |              |
|  |                         |                         |                     |  |  |                         |                         |                     |   |                         |                         |                  |                  |  |  |              |              |              |
|  |                         |                         |                     |  |  | Lázaro Álvarez          | Lázaro Álvarez          | TKO2                |   |                         |                         |                  |                  |  |  |              |              |              |
|  | Daniyal Shahbahsh       | Daniyal Shahbahsh       | 5                   |  |  | Daniyal Shahbahsh       | Daniyal Shahbahsh       |                     |   |                         |                         |                  |                  |  |  |              |              |              |
|  | Mohamed Hamout          | Mohamed Hamout          | 0                   |  |  |                         |                         |                     |   | Lázaro Álvarez          | Lázaro Álvarez          | 3                |                  |  |  |              |              |              |
|  | Chatchai Butdee         | Chatchai Butdee         | 5                   |  |  |                         | Chatchai Butdee         | Chatchai Butdee     | 2 |                         |                         |                  |                  |  |  |              |              |              |
|  | Peter McGrail           | Peter McGrail           | 0                   |  |  | Chatchai Butdee         | Chatchai Butdee         | 4                   |   |                         |                         |                  |                  |  |  |              |              |              |
|  | Mirco Cuelo             | Mirco Cuelo             | 3                   |  |  | Mirco Cuelo             | Mirco Cuelo             | 1                   |   |                         |                         |                  |                  |  |  |              |              |              |
|  | Hamsat Shadalov         | Hamsat Shadalov         | 2                   |  |  |                         |                         |                     |   |                         | Lázaro Álvarez          | Lázaro Álvarez   | 2                |  |  |              |              |              |
|  | van Duong Nguyen        | van Duong Nguyen        | 3                   |  |  |                         | Albert Batyrgaziev      | Albert Batyrgaziev  | 3 |                         |                         |                  |                  |  |  |              |              |              |
|  | Tayfur Aliyev           | Tayfur Aliyev           | 2                   |  |  | van Duong Nguyen        | van Duong Nguyen        | 0                   |   |                         |                         |                  |                  |  |  |              |              |              |
|  | Erdenebatyn Tsendbaatar | Erdenebatyn Tsendbaatar | 3                   |  |  | Erdenebatyn Tsendbaatar | Erdenebatyn Tsendbaatar | 5                   |   |                         |                         |                  |                  |  |  |              |              |              |
|  | Nicholas Okoth          | Nicholas Okoth          | 2                   |  |  |                         |                         |                     |   | Erdenebatyn Tsendbaatar | Erdenebatyn Tsendbaatar | 2                |                  |  |  |              |              |              |
|  | Keevin Allicock         | Keevin Allicock         | 0                   |  |  |                         | Albert Batyrgaziev      | Albert Batyrgaziev  | 3 |                         |                         |                  |                  |  |  |              |              |              |
|  | Alexy Miguel de la Cruz | Alexy Miguel de la Cruz | 5                   |  |  | Alexy Miguel de la Cruz | Alexy Miguel de la Cruz | 0                   |   |                         |                         |                  |                  |  |  |              |              |              |
|  |                         |                         |                     |  |  | Albert Batyrgaziev      | Albert Batyrgaziev      | 5                   |   |                         |                         |                  |                  |  |  |              |              |              |
|  |                         |                         |                     |  |  |                         |                         |                     |   |                         |                         |                  |                  |  |  |              |              |              |